# Sport Club Corinthians Paulista
Lo Sport Club Corinthians Paulista, semplicemente noto come Corinthians, è una società polisportiva di San Paolo del Brasile, la cui componente più nota è la sezione calcistica.
Il Corinthians venne fondato nel 1910 da un gruppo di operai, con l'obiettivo di creare una squadra di calcio per gli strati inferiori della società di San Paolo, così da opporsi ai club di élite già esistenti. Il nome fu ispirato dalla squadra inglese del Corinthian Football Club.
La sezione di calcio del club è una delle più vittoriose in Brasile, avendo conquistato tra l'altro 7 volte il campionato brasiliano, 3 Coppe del Brasile, 30 campionati paulisti, una Copa Libertadores, una Recopa Sudamericana e due Mondiali per club. Con 28 milioni di tifosi, secondo l'indagine effettuata dalla Lance/Ibope, è la seconda squadra con il maggior numero di sostenitori del Paese dopo il Flamengo. La squadra brasiliana, è, attualmente, l'unica ad aver vinto più Mondiali per club (2) che Coppe Libertadores (1): all'edizione pilota del 2000 partecipò quale campione nazionale del Brasile (paese ospitante la competizione) e non come campione del Sudamerica. 
Essendo una polisportiva, il Corinthians include anche squadre di calcio a 5, football americano, Jūdō, nuoto, pallacanestro, pallamano, pallavolo, taekwondo e tennis.

## Storia

### Fondazione
Il 1º settembre 1910 un gruppo di operai del quartiere di San Francisco prese la decisione di fondare un proprio club sportivo. La loro idea era di creare una squadra di calcio in cui ognuno potesse mostrare la propria abilità nello sport, dal momento che, agli inizi del XX secolo, il calcio in Brasile era considerato uno sport elitario, praticato in prevalenza dai discendenti di immigrati britannici e da coloro che lavoravano per compagnie britanniche.
Alla luce di una lampada ad olio, nella Rua dos Imigrantes ("Via degli immigrati"), gli operai Joaquim Ambrósio, Carlos da Silva, Rafael Perrone, Antônio Pereira e Anselmo Correia fondarono il primo club "popolare" della città di San Paolo.
Le prime proposte riguardo al nome da dare alla squadra erano legate al patriottismo brasiliano: Carlos Gomes Football Club e Futebol Clube Santos Dumont - omaggio a due grandi personaggi della storia brasiliana come Antônio Carlos Gomes e Alberto Santos-Dumont - furono le prime idee. Ciononostante, questi nomi di evidente radice brasiliana vennero accantonati dopo che la squadra inglese del Corinthian Football Club, che era solita vestire maglie rosa e marroni, vinse tutte e sei le sue gare nella tournée oltreoceano a San Paolo e a Rio de Janeiro. Il nome Sport Club Corinthians Paulista venne dunque scelto in omaggio alla squadra britannica di inizio Novecento. Tale denominazione venne proposta da Joaquim Ambrósio, uno dei nove operai che avevano fondato il club.

### Primi anni

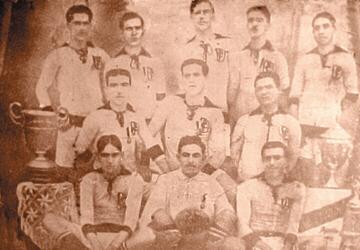
Formazione campione del Paulista nel 1914.

Il Corinthians disputò la sua prima partita di sempre il 10 settembre 1910, un match contro l'União da Lapa, un'importante squadra amatoriale di San Paolo. Nonostante la sconfitta del Corinthians per 1-0, questo incontro segnò l'inizio di un periodo ricco di successi in ambito amatoriale.
Il 14 settembre Luis Fabi mise a segno il primo gol della storia del club, contro l'Estrela Polar, altra squadra amatoriale della città. Il Corinthians vinse così la sua prima gara con un punteggio finale di 2-0.
Grazie ai buoni risultati e ad un numero sempre crescente di sostenitori, il Corinthians si iscrisse alla Liga Paulista de Futebol dopo aver vinto due partite di qualificazione, prendendo quindi parte al Campionato paulista per la prima volta nel 1913. Solo un anno dopo l'ingresso nella Liga, nel 1914, il team corinthiano venne incoronato campione statale per la prima volta, vincendo di nuovo due anni dopo.

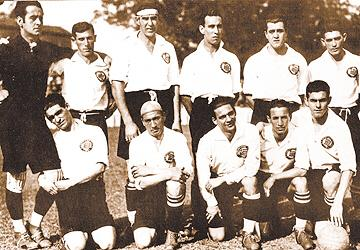
Corinthians del 1930.

Il 1922, anno del centenario dell'indipendenza brasiliana, segna l'inizio dell'egemonia del Corinthians nel Campionato paulista.
Dal momento che a quell'epoca il calcio era praticato soprattutto negli Stati di Rio e di San Paolo, le squadre campioni dei due stati erano considerate le migliori formazioni in tutto il Brasile. Sconfiggendo il campione carioca di quell'anno, l'América, il Corinthians raggiunse finalmente l'élite del calcio brasiliano.
Dello stesso anno (1922) è anche il primo dei tre campionati statali vinti di fila. La tripletta venne ripetuta anche tra il 1928 e il 1930 e tra il 1937 e il 1939.

### Tra alti e bassi
Il Corinthians sembrava destinato a vincere solo quei tre campionati statali: trascorsero infatti sette anni prima di una nuova vittoria del Paulistão nel 1937, triplicata nel 1938 e nel 1939. Gli anni quaranta furono un periodo difficile: la squadra conquistò il campionato nel 1941, tornando al successo solo nel 1951. In quegli anni il team del Corinthians era noto come il "mi fa ridere" (faz-me rir in portoghese).
L'inizio degli anni cinquanta è da ricordare per il club corinthiano. Nel 1951 la squadra, che annoverava tra gli altri Carbone, Cláudio, Luizinho, Baltazar e Mário, mise a segno 103 reti nelle trenta gare del campionato paulista, con una media di 3,43 gol a match. Lo stesso Carbone fu il capocannoniere della competizione con 30 segnature. Il Corinthians avrebbe vinto il campionato statale anche nel 1952 e nel 1954.
Nello stesso decennio il team paulista vinse tre volte il Torneo di Rio-San Paolo (nel 1950, nel 1953 e nel 1954): quella competizione era all'epoca la più importante di tutto il paese, dal momento che vi prendevano parte le squadre dei due stati con la maggiore tradizione calcistica, quelli di Rio e di San Paolo.
Nel 1953, in un torneo disputato in Venezuela, nella capitale Caracas, il Corinthians conquistò la "Piccola coppa del mondo" (Mundialito de Clubes), un torneo che molti considerano come predecessore del Mondiale per club, nato nel 2000. In quell'occasione, il Corinthians, sostituendo il Vasco da Gama, vinse tutte e sei le sue partite, contro la Roma (1-0 e 3-1), il CF Barcellona (3-2 e 1-0) e l'Election Caracas (2-1 e 2-0). Nello stesso anno la squadra brasiliana vinse anche la Coppa del quarto centenario di San Paolo.
Dopo le vittorie nel Campionato paulista e nel Torneo di Rio-San Paolo del 1954, il Corinthians attraversò un periodo senza vittorie. La conquista nel 1977 del campionato paulista interruppe finalmente una striscia di insuccessi nei principali tornei durata ventitré anni.

### Democrazia Corinthiana
Nel 1982 ebbe inizio il periodo della cosiddetta Democrazia Corinthiana. Nell'aprile di quell'anno termina il mandato del presidente Vicente Matheus e lo sostituisce Waldemar Pires. I calciatori Sócrates, Wladimir e Casagrande si ergono a leader dello spogliatoio e di fatto iniziano una autogestione del club, dirigendo la squadra affiancati dall'allenatore Mário Travaglini. La formazione è decisa dai giocatori, che votano su ogni questione posta, di fatto ricalcando il sistema democratico: nel 1982 e nel 1983 la squadra vince il Campionato Paulista. I membri della rosa e della dirigenza avevano eguale diritto di voto, e le loro opinioni avevano lo stesso peso: inoltre, i calciatori avevano il potere di utilizzare la maglia a fini pubblicitari o propagandistici. Nel 1984 Sócrates e Casagrande lasciano il club, e la Democrazia Corinthiana termina: il breve periodo contribuisce, tra le altre cose, a risanare le casse del club, che erano onuste di debiti ereditati dalla precedente gestione.

### Dalla retrocessione al tetto del Sudamerica e del mondo
La situazione finanziaria del Corinthians, nei primi mesi del 2004 era una delle peggiori nella sua storia. Cattiva amministrazione, mancanza di denaro e un andamento molto negativo sia nel Campeonato Brasileiro Série A 2003 che nel Campionato paulista 2004 avevano dato ai molti tifosi di che preoccuparsi. Fortunatamente alcuni giovani giocatori e l'allenatore Tite aiutarono la squadra a risollevarsi dalla brutta partenza in campionato. Alla fine il Corinthians chiuse al 5º posto, qualificandosi per la Coppa Sudamericana (equivalente della Coppa Uefa europea).

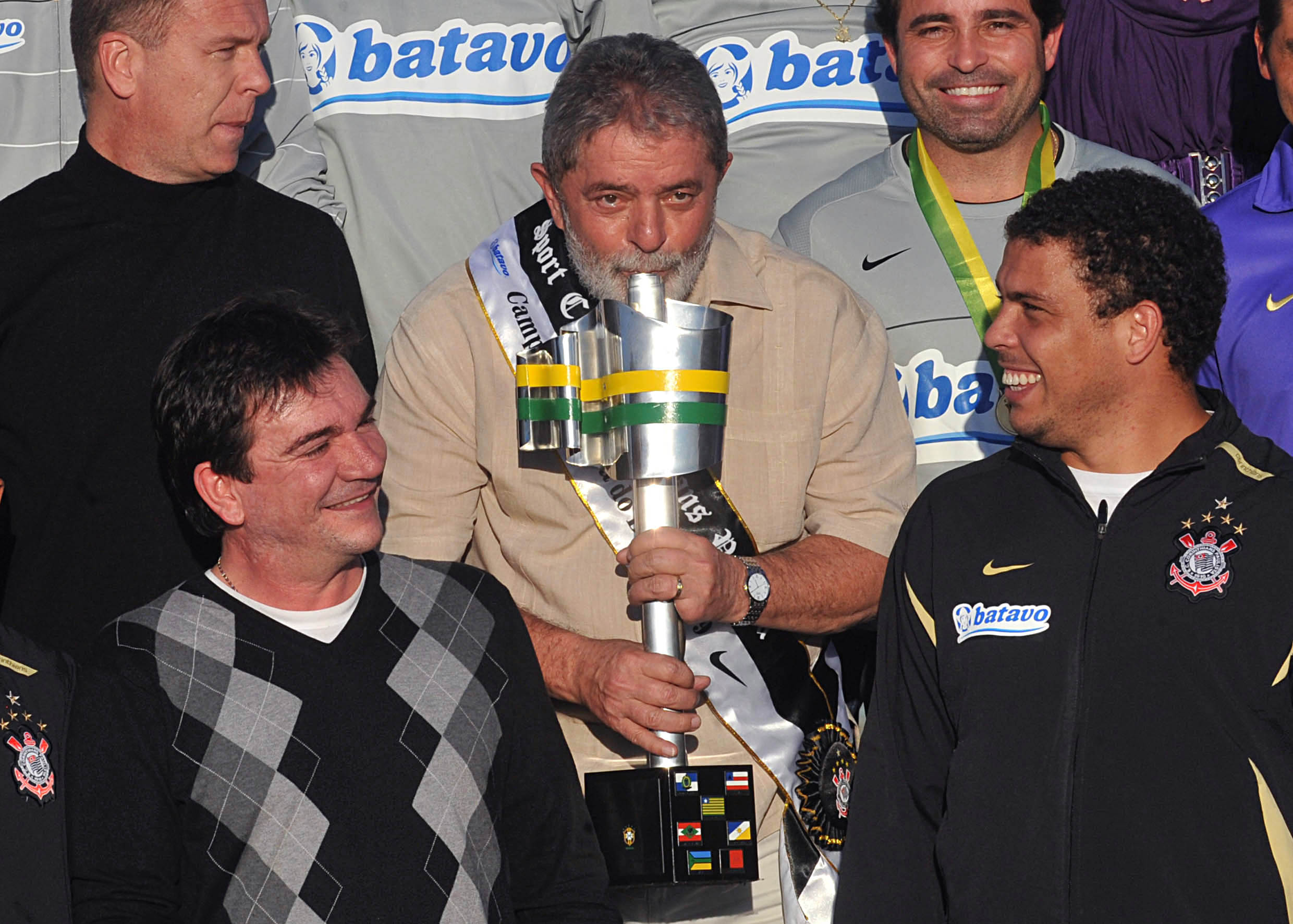
Ronaldo (sulla destra) festeggia la vittoria della Coppa del Brasile 2009 insieme al presidente del Brasile Lula, tifoso del Corinthians.

Questa situazione permise al presidente del Corinthians, Alberto Dualib, di convincere gli amministratori del club a firmare un controverso trattato con un'associazione internazionale di investitori nota come Media Sports Investment (MSI). Il contratto garantiva alla MSI il controllo della società per 10 anni, in cambio di grandi investimenti. Nel 2005 arrivarono così in rosa importanti giocatori, come Carlos Tévez, Roger, Javier Mascherano e Carlos Alberto.
Nonostante gli investimenti da parte della MSI, il Corinthians partì a rilento nel Campionato paulista 2005, riuscendo però a risalire e a chiudere al secondo posto. Neanche il Campionato brasiliano cominciò molto bene per il Timão; comunque, dopo le dimissioni del coach Daniel Passarella a seguito di una sconfitta per 5-1 con i rivali del San Paolo, il team intraprese un cammino che lo condusse ad essere incoronato per la quarta volta Campione di Brasile. Quella del 2005 fu tra l'altro una stagione contrassegnata dal controverso annullamento di undici match a causa di uno scandalo scommesse.
I rapporti tra l'amministrazione del Corinthians e il presidente della MSI, Kia Joorabchian, sono andati deteriorandosi. Dopo l'eliminazione dalla Coppa Libertadores 2006, il club ha attraversato una profonda crisi che non ha permesso di realizzare buone prestazioni per tutto il 2006. Non è noto se l'associazione tra MSI e Corinthians continuerà nei prossimi anni e neanche se la dirigenza riuscirà a ottenere altro denaro per l'acquisto di nuovi giocatori, nonostante Kia Joorabchian se ne sia andato.
Il 2 dicembre 2007, pareggiando all'ultima giornata di campionato per 1-1 contro il Grêmio, la squadra si è classificata al 17º posto, retrocedendo, così, per la prima volta nella propria storia nella Serie B brasiliana.
Tornato subito nella massima serie, il 9 dicembre 2008 il club ha annunciato l'arrivo di Ronaldo, notizia che ha avuto ampio spazio nei giornali sportivi di tutto il mondo. Il giocatore è stato presentato ufficialmente il 12 dicembre 2008.
Il 14 febbraio 2011 Ronaldo ha dato ufficialmente l'addio al calcio giocato.
Il 4 dicembre 2011, giorno della morte di Sócrates uno dei campioni più amati dalla tifoseria, conquista per la quinta volta il Brasileirão, grazie allo 0-0 nella gara contro il Palmeiras e al contemporaneo pareggio 1-1 del Vasco da Gama nel derby con Flamengo.

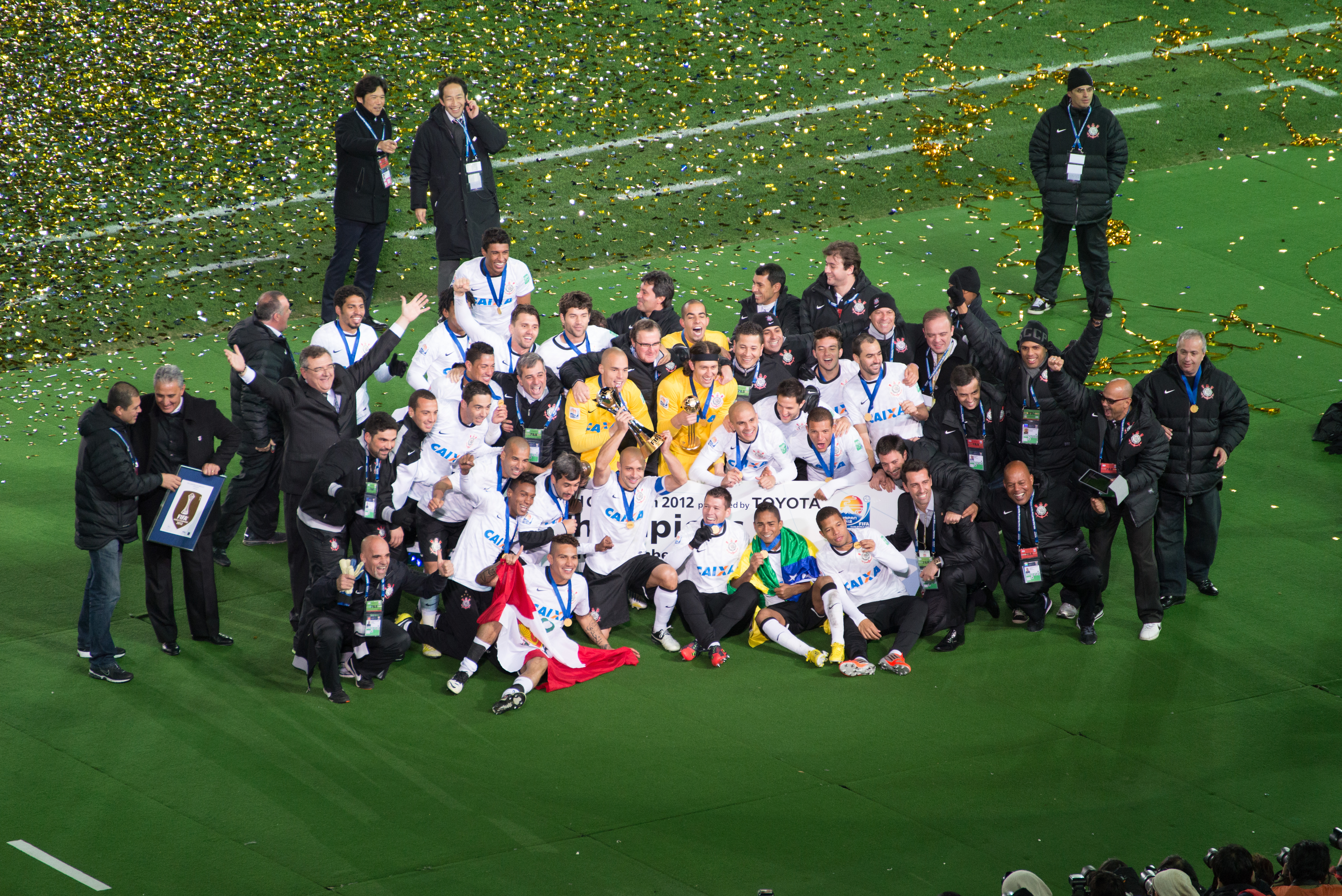
La festa dei giocatori bianconeri per la vittoria nella Coppa del mondo per club FIFA 2012.

Il 2012 è uno degli anni più gloriosi nella storia del Corinthians, che per la prima volta accede alla finale della massima competizione sudamericana per club. Nella finale di andata disputata il 27 giugno a Buenos Aires, i brasiliani pareggiano per 1-1 mentre in quella di ritorno giocata il 4 luglio a San Paolo vincono per 2-0 (con doppietta di Emerson) e conquistano il trofeo.
Il 16 dicembre 2012 il club si laurea campione del mondo per la seconda volta nella sua storia, conquistando il Mondiale per club, dopo la vittoria nell'edizione inaugurale del 2000 (non sostitutiva della Coppa Intercontinentale). Dopo aver battuto l'Al-Ahly in semifinale (1-0), il Corinthians vince la finale contro il Chelsea grazie al gol decisivo di Paolo Guerrero, mettendo fine alla serie di cinque successi consecutivi nella competizione da parte delle squadre europee.

## Colori e simbolo

### Colori
Benché per gran parte della sua storia i giocatori del club abbiano vestito i colori bianco e nero, la prima divisa in assoluto consisteva di una maglia color crema e di pantaloncini neri. Dopo che le maglie vennero lavate più volte, il color crema divenne gradualmente bianco. In seguito a tale curioso episodio, avvenuto agli inizi della storia della società, i colori ufficiali furono mutati per non dover spendere altro denaro nel comprare nuove tenute di gioco.
Gli attuali sponsor del Corinthians sono la Nike (sponsor tecnico), Caixa e Fisk.

### Stemma
La maglia del Corinthians non ebbe stemmi fino al 1913, quando il club venne ammesso nella Liga Paulista, potendo così giocare partite ufficiali nel Campionato dello stato di San Paolo. Fu in quell'occasione che debuttò il primo stemma, che presentava le lettere "C" e "P".
Il primo stemma del Corinthians venne creato nel 1914 dal litografo Hermógenes Barbuy, fratello del giocatore Amílcar. Lo stemma mutò spesso prima del 1919, quando un nuovo simbolo (parte dell'attuale) debuttò sulla maglia del Corinthians. Presentava la bandiera dello Stato di San Paolo racchiusa in un cerchio con il nome societario scritto intorno.
Lo stemma mutò ancora nel 1940, quando il disegnatore ed ex membro della squadra riserve del Corinthians Francisco Rebolo González creò quello definitivo, usato tutt'oggi. Il simbolo attuale presenta un'ancora e due remi incrociati (in riferimento agli sport nautici praticati dal club), il che lo rende molto originale. Questo stemma è stato leggermente modificato poche volte.

### Mascotte
La mascotte ufficiale del Corinthians è il moschettiere, simbolo di coraggio, audacia e spirito di combattività. L'adozione di tale simbolo richiama vicende legate ai primi anni del club.
Nel 1913 le principali squadre dello stato di San Paolo fondarono l'APEA (l'Associazione paulista degli sport atletici). Nella vecchia Liga Paulista rimasero solo tre squadre, l'Americano, il Germânia e l'Internacional, che divennero note come i "tre moschettieri" del calcio paulista. Il Corinthians si unì a loro nel ruolo di D'Artagnan, diventando quindi il quarto spadaccino nonché il leader, proprio come nel romanzo di Alexandre Dumas padre "I tre moschettieri".
Per essere ammesso in quell'"universo dei moschettieri", il Corinthians doveva mostrare la sua bravura. Dal momento che molte altre squadre volevano quel posto nella Liga Paulista, il Corinthians dovette partecipare ad un torneo di selezione contro Minas Gerais e San Paolo, due grandi squadre pauliste amatoriali di quel periodo. Con classe e competenza la squadra corinthiana superò il Minas per 1-0 e il San Paolo per 4-0, venendo accettato nel gruppo e assumendo il diritto di partecipare alla Divisione Speciale del campionato paulista nell'anno successivo.

## Strutture

### Stadio
Nella sua storia il Corinthians ha avuto diversi stadi: il primo, il Campo do Lenheiro, non era propriamente uno stadio. La squadra giocava in un campo di proprietà di un venditore di legna: a causa di ciò, il terreno divenne noto appunto come Campo do Lenheiro ("Campo del falegname" in portoghese).
Nel 1918 i giocatori e i tifosi cominciarono a costruire un altro stadio per la squadra. L'impianto divenne noto come Estádio do Bom Retiro: il Corinthians vi avrebbe giocato per 9 anni.
Nel 1928 il presidente Alfredo Schürig comprò un terreno e vi edificò il nuovo stadio, il Parque São Jorge (il cui nome ufficiale è "Estádio Alfredo Schürig", dal nome del presidente). Il Corinthians ha giocato lì per molto tempo. Soltanto negli ultimi anni, lo Stadio Municipale di Pacaembu, il secondo di San Paolo per capienza (dopo il Morumbi), è diventato, In via d'affìtto, la sede degli incontri casalinghi della squadra corinthiana
Verso la fine del 2006, una ONG, la Cooperfiel, ha inaugurato un fondo per la realizzazione di un nuovo stadio. L'obiettivo della ONG è raccogliere 300 milioni di real (circa 105 milioni di euro) entro 36 mesi per la realizzazione di un impianto di 60.000 posti che verrà ceduto al club con un accordo non ancora stabilito.
Il presidente del Corinthians Alberto Dualib incontrò il presidente del Brasile Luis Inácio Lula da Silva per chiedergli un aiuto finanziario nella costruzione del nuovo stadio. In quell'incontro Lula, tifoso del Corinthians, ha parlato anche con l'allora allenatore Émerson Leão, dicendogli di avere fiducia in lui per un "rinnovamento" della rosa dei giocatori, tra i quali c'erano stati problemi e gelosie. Si dice che in realtà il vero scopo dell'incontro era affinché Dualib potesse parlare con Lula dell'arrivo del magnate Boris Berezovsky.
A partire dal 2011 iniziò la costruzione del nuovo stadio del Corinthians che è stato terminato nel 2013, ospitando svariate partite dei mondiali di calcio del 2014 tra cui quella inaugurale.

## Tifoseria del Corinthians

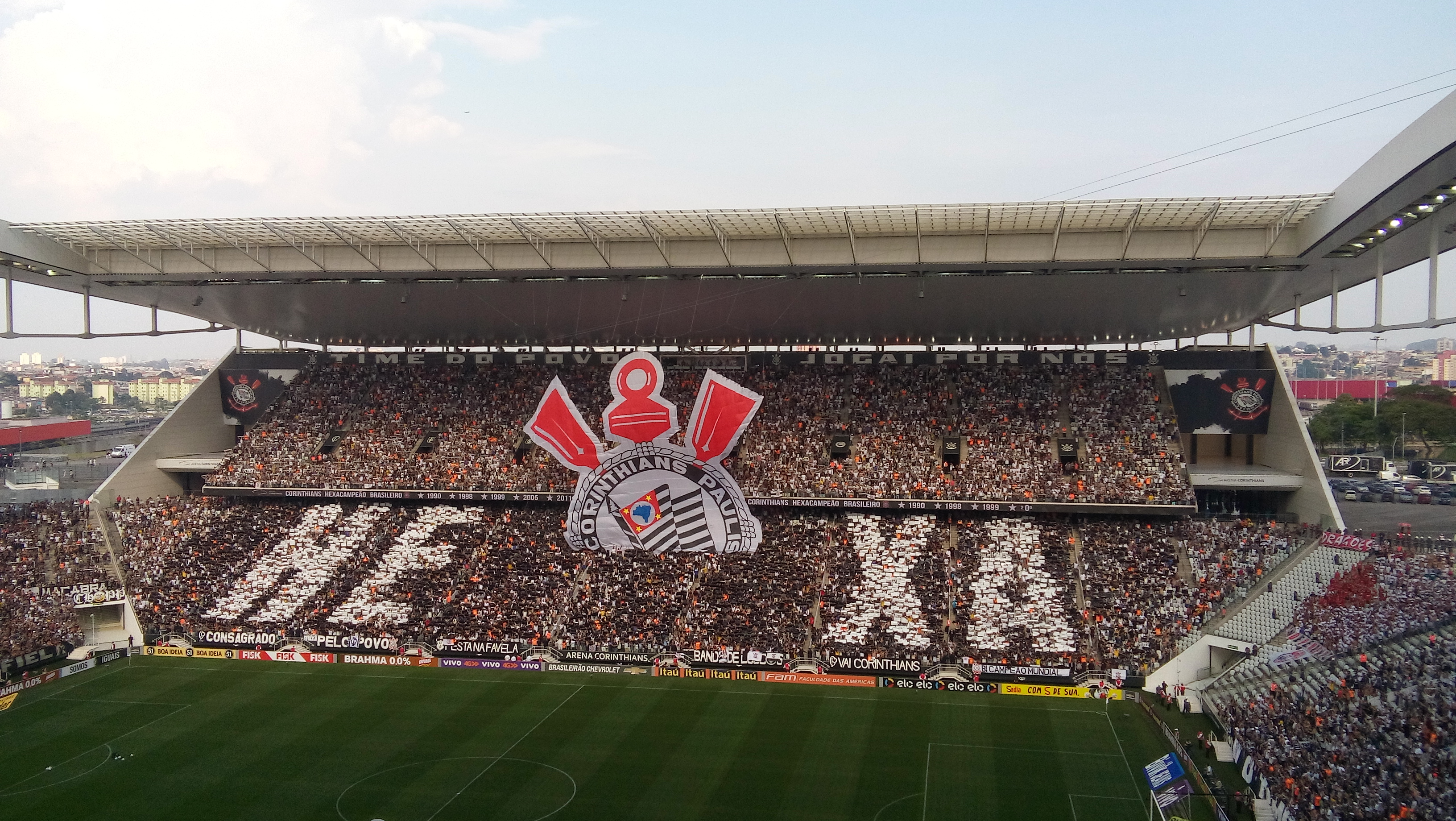
3D Mosaico Arena Corinthians

### Il Grande Torino e il Corinthians
A seguito della scomparsa del Grande Torino, il Corinthians sentì il dovere di rendergli onore: infatti in occasione di un'amichevole contro la Portuguesa, la squadra giocò la partita indossando le tradizionali magliette granata del Torino.

### L'Invasione Corinthiana
La cosiddetta "Invasione Corinthiana" avvenne nel 1976, quando i tifosi del Corinthians invasero l'Estádio Mário Filho (il Maracanã) di Rio de Janeiro in occasione della semifinale del campionato brasiliano di calcio 1976. In quella gara, da giocare contro la Fluminense padrona di casa, più di settantamila sostenitori del Corinthians lasciarono lo stato di San Paolo per assistere al match.

### Rivalità
Il Palestra Itália (ora noto come Palmeiras) venne fondato nel 1914 come squadra per soli italiani. Alcuni membri italiani del direttivo del Corinthians e Bianco, unico calciatore italiano nella rosa corinthiana, lasciarono quindi il loro club per trasferirsi al Palmeiras, venendo subito ritenuti dei traditori. A causa di ciò, le due squadre divennero arcirivali: questa è tuttora la rivalità più forte nello Stato di San Paolo.
Il Corinthians ha rivalità, seppur meno forti, pure con le altre due principali squadre di San Paolo, il San Paolo e la società provinciale del Santos.

## Giocatori celebri

### Vincitori di titoli
Campioni del mondo
- Gilmar (Svezia 1958)
- Oreco (Svezia 1958)
- Rivelino (Messico 1970)
- Ado (Messico 1970)
- Viola (Stati Uniti 1994)
- Ricardinho (Corea del Sud-Giappone 2002)
- Dida (Corea del Sud-Giappone 2002)
- Vampeta (Corea del Sud-Giappone 2002)

Campioni del Sudamerica
- Cássio (Brasile 2019)
- Fagner (Brasile 2019)

## Rosa 2024
| N. |                      | Ruolo | Calciatore       |
| -- | -------------------- | ----- | ---------------- |
| 1  | Brasile (bandiera)   | P     | Hugo Souza       |
| 2  | Brasile (bandiera)   | D     | Matheuzinho      |
| 3  | Ecuador (bandiera)   | D     | Félix Torres     |
| 4  | Brasile (bandiera)   | D     | Caetano          |
| 5  | Brasile (bandiera)   | D     | André Ramalho    |
| 6  | Ecuador (bandiera)   | D     | Diego Palacios   |
| 7  | Brasile (bandiera)   | C     | Maycon           |
| 8  | Brasile (bandiera)   | C     | Charles          |
| 9  | Brasile (bandiera)   | A     | Yuri Alberto     |
| 10 | Argentina (bandiera) | C     | Rodrigo Garro    |
| 11 | Paraguay (bandiera)  | A     | Ángel Romero ²   |
| 13 | Brasile (bandiera)   | D     | Gustavo Henrique |
| 14 | Brasile (bandiera)   | C     | Raniele          |
| 16 | Brasile (bandiera)   | A     | Pedro Henrique   |
| 17 | Brasile (bandiera)   | A     | Giovane          |
| 19 | Perù (bandiera)      | C     | André Carrillo   |
| 20 | Brasile (bandiera)   | A     | Pedro Raúl       |

| N. |                        | Ruolo | Calciatore        |
| -- | ---------------------- | ----- | ----------------- |
| 21 | Brasile (bandiera)     | D     | Matheus Bidu      |
| 22 | Spagna (bandiera)      | A     | Héctor Hernández  |
| 23 | Brasile (bandiera)     | D     | Fagner            |
| 25 | Brasile (bandiera)     | D     | Cacá              |
| 27 | Brasile (bandiera)     | C     | Breno Bidon       |
| 30 | Brasile (bandiera)     | C     | Matheus Araújo    |
| 32 | Brasile (bandiera)     | P     | Matheus Donelli   |
| 33 | Brasile (bandiera)     | C     | Ruan Oliveira     |
| 35 | Brasile (bandiera)     | D     | Léo Mana          |
| 37 | Brasile (bandiera)     | C     | Ryan              |
| 43 | Brasile (bandiera)     | A     | Talles Magno      |
| 46 | Brasile (bandiera)     | D     | Hugo              |
| 70 | Venezuela (bandiera)   | C     | José Martínez     |
| 77 | Brasile (bandiera)     | A     | Igor Coronado     |
| 80 | Brasile (bandiera)     | C     | Alex Santana      |
| 94 | Paesi Bassi (bandiera) | A     | Memphis Depay     |
|    | Argentina (bandiera)   | D     | Fabrizio Angileri |

## Palmarès

### Competizioni nazionali
- Campionato brasiliano: 7

1990, 1998, 1999, 2005, 2011, 2015, 2017
- Coppa del Brasile: 3

1995, 2002, 2009
- Supercoppe Brasiliane: 1

1991
- Campionati brasiliani Série B: 1

2008

### Competizioni interstatali
- Tornei di Rio-San Paolo: 5  (record)

1950, 1953, 1954, 1966 (condiviso), 2002

### Competizioni statali
- Campionato paulista: 31 (record)

1914, 1916, 1922, 1923, 1924, 1928, 1929, 1930, 1937, 1938, 1939, 1941, 1951, 1952, 1954, 1977, 1979, 1982, 1983, 1988, 1995, 1997, 1999, 2001, 2003, 2009, 2013, 2017, 2018, 2019, 2025

### Competizioni internazionali
- Coppa del mondo per club: 2 (record sudamericano)

2000, 2012
- Coppa Libertadores: 1

2012
- Recopa Sudamericana: 1

2013
- Pequeña Copa del Mundo: 1

1953

### Competizioni giovanili
- Copa São Paulo de Futebol Júnior: 11

1969, 1970, 1995, 1999, 2004, 2005, 2009, 2012, 2015, 2017, 2024
- Milk Cup: 1

2014 (Under-14)

## Record

### Record di presenze
Aggiornato al 2 febbraio 2009.
| #  | Nome      | Ruolo | Gare |
| -- | --------- | ----- | ---- |
| 1  | Wladimir  | D     | 803  |
| 2  | Luizinho  | C     | 606  |
| 3  | Ronaldo   | P     | 601  |
| 4  | Zé Maria  | D     | 595  |
| 5  | Biro-Biro | C     | 592  |
| 6  | Cláudio   | A     | 554  |
| 7  | Vaguinho  | A     | 548  |
| 8  | Olavo     | D     | 514  |
| 9  | Idário    | D     | 475  |
| 10 | Rivelino  | C     | 471  |

### Record di gol
Aggiornato al 2 febbraio 2009.
| #  | Nome               | Ruolo | Gol |
| -- | ------------------ | ----- | --- |
| 1  | Cláudio            | A     | 305 |
| 2  | Baltazar           | A     | 267 |
| 3  | Teleco             | A     | 256 |
| 4  | Neco               | A     | 239 |
| 5  | Marcelinho Carioca | C     | 206 |
| 6  | Servílio           | A     | 200 |
| 7  | Luizinho           | C     | 172 |
| 7  | Sócrates           | C     | 172 |
| 9  | Flávio Minuano     | A     | 167 |
| 10 | Paulo              | A     | 149 |

## Calcio a 5
La selezione di calcio a 5 della polisportiva fu fondata nel 1950.

### Palmarès

#### Competizioni nazionali
- Liga Nacional de Futsal: 2

2016, 2022
- Taça Brasil: 2

1974, 2010
- Copa do Brasil: 2

2018, 2019
- Supercopa do Brasil: 3

2019, 2020, 2021